# Ellis Huber

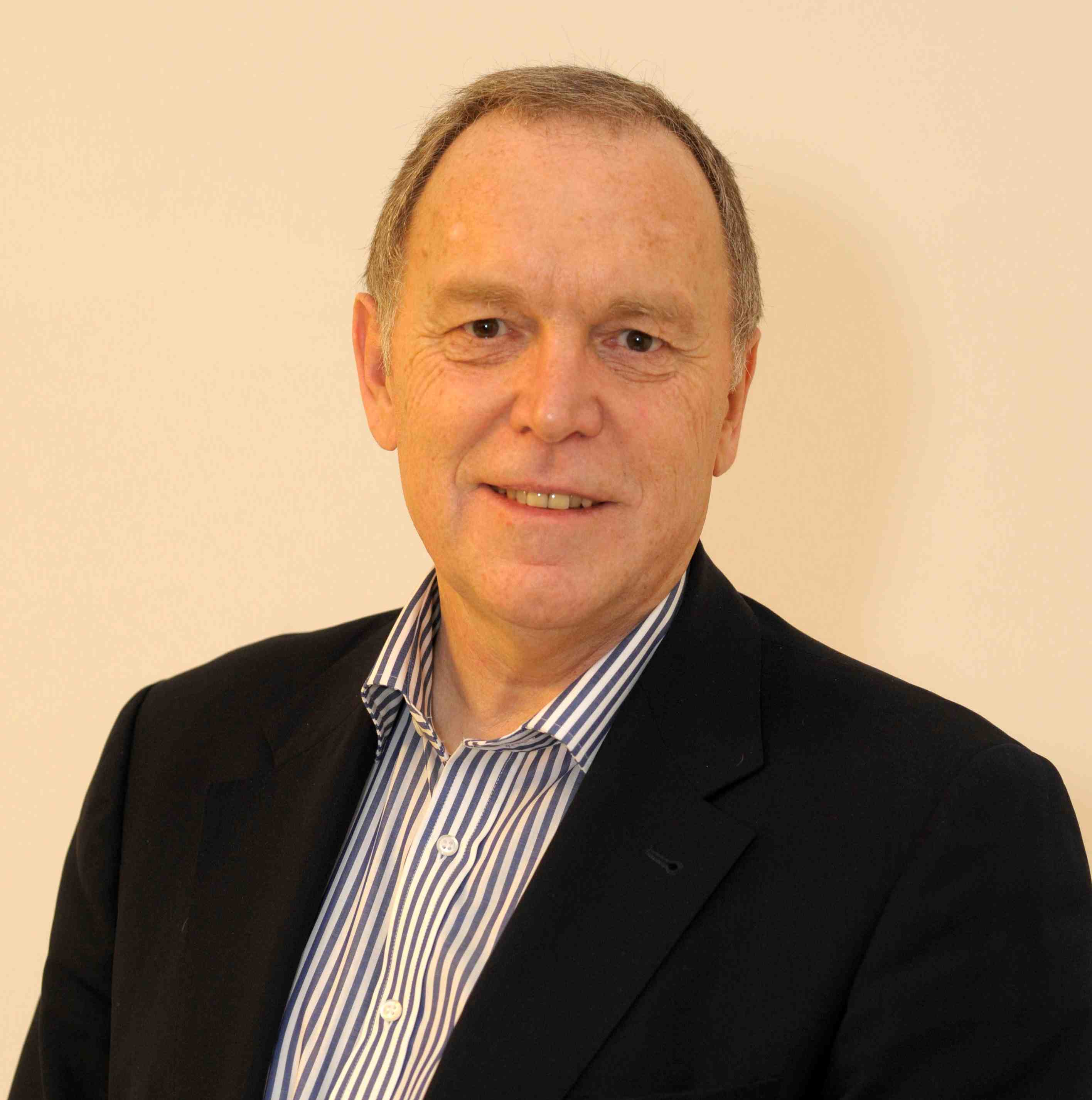
Ellis Huber (2011)

Ellis E. Huber, eigentlich Erich Huber, (* 31. März 1949 in Waldshut) ist ein deutscher Arzt und Gesundheitspolitiker.

## Leben
Ellis Huber besuchte das Friedrich-Gymnasium in Freiburg im Breisgau und studierte dort Medizin, Germanistik und Geschichte an der Albert-Ludwigs-Universität. 1978 erhielt er seine Approbation als Arzt nach Einsätzen an Krankenhäusern in Tuttlingen und Berlin-Spandau.
Huber war 1978 einer der Gründer und ab Januar 1979 der Geschäftsführer des gemeinnützigen „Medizinischen Informations- und Kommunikationszentrums – Gesundheitsladen Berlin e.V.“. 1979 wurde er wissenschaftlicher Mitarbeiter am Max-von-Pettenkofer-Institut beim Bundesgesundheitsamt und entwickelte Konzepte für ein Bundeskrebsregister. Huber war 1980 der Organisator des ersten Deutschen Gesundheitstages, einer Gegenveranstaltung zum 83. Deutschen Ärztetag 1980 in West-Berlin mit 12.000 Teilnehmern. In der Folge entstanden über 40 Gesundheitsläden in der Bundesrepublik Deutschland. 1981 war Huber Mitorganisator des zweiten Deutschen Gesundheitstages in Hamburg. Die zentralen Themen waren gesundheitsbezogene Selbsthilfe, Nachbarschaftshilfe und bürgerschaftliches Engagement. Das Bundeskabinett diskutierte über diese Veranstaltung.
Von 1981 bis 1986 war Huber Gesundheitsstadtrat (Dezernent) im Bezirksamt von Berlin-Wilmersdorf und Kreuzberg. Von 1986 bis 1991 war er zuerst Leiter der Abteilung gesundheitliche und soziale Dienste beim Landesverband Berlin e. V. des Paritätischen Wohlfahrtsverbands. Seit 1994 ist er dort Vorstandsmitglied und seit 2014 stellvertretender Vorstandsvorsitzender. 1987 wurde er zum Präsidenten der Ärztekammer Berlin gewählt und hatte dieses Amt nach Wiederwahlen 1991 und 1995 bis Anfang 1999 inne.
Von 1999 bis 2001 war er zunächst Geschäftsführer der Securvita GmbH und von 2001 bis 2005 Vorstand der Securvita BKK in Hamburg. Nach seinem Ausscheiden arbeitete er als Projektentwickler, wissenschaftlicher Mitarbeiter am Institut für Public Health der Universität Heidelberg-Mannheim sowie als Dozent an der Europa-Universität Viadrina. Von 2010 bis 2013 war er erneut Vorstand der Securvita BKK. Darüber hinaus war Huber zehn Jahre (1993–2003) Vorstandsmitglied des IPPNW. Seit 2004 ist er Mitglied im Vorstand des Berufsverbandes Deutscher Präventologen und seit 2007 dessen Vorsitzender.
Nachdem das Bundesversicherungsamt (BVA) Strafanzeige erstattet hatte, leitete die Staatsanwaltschaft Hamburg im Februar 2011 Ermittlungen wegen des Verdachts der Untreue gegen Ellis Huber und fünf weitere Personen ein. Das Ermittlungsverfahren gegen Ellis Huber und die fünf anderen Beschuldigten wurde von der Staatsanwaltschaft am 10. Januar 2017 mangels Tatverdachts eingestellt.

## Veröffentlichungen (Auswahl)
- mit Thomas Dersee und Brigitte Iwert: Tschernobyl. Eine vorläufige Einschätzung der gesundheitlichen Schäden. Hrsg. von der Fraktion Gesundheit in der Ärztekammer Berlin, Berlin 1986.
- Handeln statt schlucken. Henno Lohmeyer im Gespräch mit Ellis Huber. Ein Arzt gibt Auskunft. Ed. Q, Berlin 1993.
- Liebe statt Valium. Konzepte für eine neue Gesundheitsreform. Knaur, München 1995, ISBN 3-426-77143-8.
- mit Kurt Langbein: Die Gesundheitsrevolution. Radikale Wege aus der Krise – was Patienten wissen müssen. Aufbau, Berlin 2004, ISBN 3-351-02572-6.
- Das Virus, die Menschen und das Leben. Das Coronavirus im Vergleich zur alltäglichen Gesundheitsversorgung. Beitrag für Urania Berlin, 25. März 2020; auch Gastbeitrag in: Peira - Gesellschaft für politisches Wagnis, 6. April 2020.